# Avatha glaucofascia
Avatha glaucofascia är en fjärilsart som beskrevs av Walker 1858. Avatha glaucofascia ingår i släktet Avatha och familjen nattflyn. Inga underarter finns listade i Catalogue of Life.